# Benny Schepmans
Benny Schepmans (* 19. Dezember 1953 in Wijer) ist ein ehemaliger belgischer Radrennfahrer.

## Sportliche Laufbahn
Schepmans war im Straßenradsport aktiv. Als Amateur gewann er 1974 Seraing–Aachen–Seraing und wurde Zweiter in der Ronde van Limburg sowie im Omloop Het Volk für Amateure. Bei den Straßenradsport-Weltmeisterschaften 1974 wurde er 56. bei den Amateuren.
Von 1975 bis 1984 war er Berufsfahrer. Er gewann den Grote Prijs Stad Sint-Niklaas 1975. Etappensiege holte er 1979 in der Mittelmeer-Rundfahrt und 1980 in der Tour de Suisse. 1981 wurde er Prologsieger in der Tour de Suisse. Zweiter wurde er 1977 im Omloop van de Westkust. Dritter wurde er in der Ronde van Limburg 1977 und im Omloop van Midden-Brabant 1978.
Schepmans bestritt alle Grand Tours. In der Vuelta a España 1982 gewann er die Sprintwertung.
| Grand Tour            | 1977 | 1978 | 1979 | 1980 | 1981 | 1982 |
| --------------------- | ---- | ---- | ---- | ---- | ---- | ---- |
| Vuelta a EspañaVuelta | 38   | 51   | –    | –    | –    | 63   |
| Giro d’ItaliaGiro     | –    | –    | –    | –    | 97   | –    |
| Tour de FranceTour    | DNF  | –    | –    | –    | –    | –    |